# Roeselare

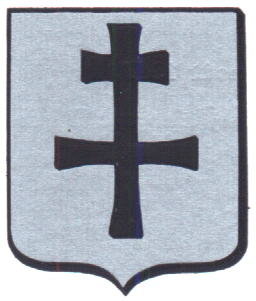
Roeselares vapen

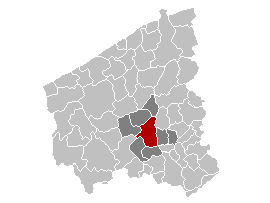
Roeselares läge inom provinsen Västflandern

Roeselare (nederländska; franska: Roulers) är en kommun i provinsen Västflandern i regionen Flandern i Belgien. Roeselare hade 56 547 invånare per 1 januari 2008.